# Pordim
Pordim, cunoscut și ca Poradim, (în bulgară Пордим) este un oraș în partea de nord a Bulgariei. Aparține de  Obștina Pordim, Regiunea Plevna.

## Istorie
În orașul Poradim a fost instalat comandamentul Armatei Române pe timpul Războiului de Independență al României. Între anii 1904-1907 a fost înființat un muzeu dedicat participării României la Războiul Ruso-Turc dintre anii 1877-1878 în clădirea în care a locuit Regele Carol I pe timpul operațiilor militare în Bulgaria precum și într-o clădire vecină, construită ulterior.

## Demografie
Componența etnică a orașului Pordim
     Turci (1,19%)
     Bulgari (88,4%)
     Romi (1,84%)
     Nicio identificare (8,54%)
La recensământul din 2011, populația orașului Pordim era de 2.001 locuitori. Din punct de vedere etnic, majoritatea locuitorilor (88,4%) erau bulgari, existând și minorități de romi (1,84%) și turci (1,19%). Pentru 8,54% din locuitori nu este cunoscută apartenența etnică.